# Sardinidion blackwalli
Sardinidion blackwalli is een spinnensoort in de taxonomische indeling van de kogelspinnen (Theridiidae).
Het dier behoort tot het geslacht Sardinidion. De wetenschappelijke naam van de soort werd voor het eerst geldig gepubliceerd in 1871 door Octavius Pickard-Cambridge.